# Palpomyia indivisa
Palpomyia indivisa är en tvåvingeart som beskrevs av Jean-Jacques Kieffer 1916. Palpomyia indivisa ingår i släktet Palpomyia och familjen svidknott.
Artens utbredningsområde är Taiwan. Inga underarter finns listade i Catalogue of Life.